# Едвард, герцог Единбурзький
Едвард, герцог Единбурзький (10 березня 1964, Букінгемський палац) — член Британської королівської родини, третій син і наймолодша дитина королеви Великої Британії Єлизавети II та її чоловіка принца Філіпа, герцога Единбурзького. У лінії спадкоємства британського трону є 14-м, після своїх старших братів і їхніх нащадків.

## Біографічні відомості
Закінчив школу Ґордонстоун у 1977 році із сертифікатом «A Level». У школі принц Едвард не відрізнявся зразковою успішністю (одна оцінка рівня «C» та дві рівня «D»). Незважаючи на наявність посередніх оцінок в атестаті, він після річної академвідпустки був прийнятий до Кембриджського університету, де в 1986 році отримав диплом з історії, а в 1991 році — ступінь «магістра мистецтв» (тобто гуманітарних наук).
Відмовившись від військової кар'єри, Едвард протягом декількох років працював у компаніях, що займаються театральними постановками. 1993 року він заснував фірму «Ardent Productions», що спеціалізувалася на виробництві телевізійних фільмів. На тлі нестабільних ділових показників принц у 2002 році покинув пост керуючого директора компанії, зосередившись на своїх обов'язках члена королівської родини.

### Родина і титули
19 червня 1999 року принц Едвард одружився зі співробітницею своєї фірми Софі Різ-Джонс. У відступ від традиції їх весілля відбулося не у Вестмінстерському абатстві, а в каплиці святого Георгія у Віндзорському замку. В день весілля принцу Едварду даровано титул графа Вессекського. Його дружина стала Її Королівською Високістю графинею Вессекською. Зазвичай діти царюючого монарха Великої Британії при одруженні отримують титул герцога. В даному випадку було оголошено, що після смерті батька Едварду буде даровано титул герцога Единбурзького. Також було проголошено, що діти принца Едварда розглядатимуться як діти графа, не отримають титулів принців/принцес і не будуть іменуватися Королівська Високість.
10 березня 2019 року королева Єлизавета ІІ на 55-річчя дарувала принцу Едварду титул графа Форфарського.
10 березня 2023 року, на своє 59-річчя, принц Едвард отримав від короля Чарльза ІІІ титул герцога Единбурзького, однак цей титул не є спадковим. 
В сім'ї Едуарда і Софі народилися двоє дітей:
- дочка Луїза (Луїза Аліса Елізабет Мері, 8 листопада 2003 року) — «леді Луїза Віндзор» (Віндзор — прізвище нащадків членів королівської сім'ї, які не мають особистих титулів)
- син Джеймс (Джеймс Олександр Філіп Тео, 17 грудня 2007 року) — «Джеймс, граф Вессекський» (це «додатковий титул» його батька герцога Единбурзького; за традицією, додатковим титулом користується старший син носія основного титулу). Джеймс посідає п’ятнадцяте місце в лінії спадкоємства британського престолу, Луїза — шістнадцяте.

Як член королівської сім'ї, принц Едуард має власний герб, заснований на державному гербі Великої Британії.

## Родовід
| Пращури 1. Едвард Віндзор, граф Вессекський        | Пращури 1. Едвард Віндзор, граф Вессекський   | Пращури 1. Едвард Віндзор, граф Вессекський                        |
| -------------------------------------------------- | --------------------------------------------- | ------------------------------------------------------------------ |
| 2. Батько: Філіпп Маунтбеттен, герцог Единбурзький | 4. Дід: Андрій, принц Данський і Грецький     | 8. Прадід: Георг I, король Греції                                  |
| 2. Батько: Філіпп Маунтбеттен, герцог Единбурзький | 4. Дід: Андрій, принц Данський і Грецький     | 9. Прабабуся: Велика Княжна Ольга Костянтинівна                    |
| 2. Батько: Філіпп Маунтбеттен, герцог Единбурзький | 5. Бабуся: Принцеса Аліса Баттенберзька       | 10. Прадід, жіноча лінія: Людвиг Александр Баттенберг              |
| 2. Батько: Філіпп Маунтбеттен, герцог Единбурзький | 5. Бабуся: Принцеса Аліса Баттенберзька       | 11. Прабабуся,жіноча лінія: Принцеса Вікторія Гессен-Дармштадтська |
| 3. Мати: Єлизавета II, королева Великої Британії   | 6. Дід, жіноча лінія: Георг VI                | 12. Прадід, жіноча лінія: Георг V                                  |
| 3. Мати: Єлизавета II, королева Великої Британії   | 6. Дід, жіноча лінія: Георг VI                | 13. Прабабуся, жіноча лінія: Марія Текська                         |
| 3. Мати: Єлизавета II, королева Великої Британії   | 7. Бабуся, жіноча лінія: Єлизавета Боуз-Лайон | 14. Прадід, жіноча лінія: Клод Джордж Боуз-Лайон                   |
| 3. Мати: Єлизавета II, королева Великої Британії   | 7. Бабуся, жіноча лінія: Єлизавета Боуз-Лайон | 15. Прабабуся, жіноча лінія: Сесилія Ніна Кавендіш-Бентинк         |